# Armagnaken
Die  Armagnaken (französisch Armagnac) waren im Hundertjährigen Krieg die Parteigänger der Herzöge von Orléans (Ludwig von Orléans, 1392–1407, und nach dessen Ermordung Karl von Orléans, 1407–1465); sie zählten damit zu den Anhängern des Dauphins. Seit 1349 war dies der Titel des jeweiligen Kronprinzen, von 1401 bis 1422 waren das nacheinander die fünf Söhne von König Karl VI.

## Armagnacs als Kriegspartei
Karl von Orléans war zu jung, um eine aktive Rolle spielen zu können, und geriet zudem 1415 in der Schlacht von Azincourt für 25 Jahre in englische Gefangenschaft. Die tatsächliche Führung der Partei des Dauphins hatte ab 1410 Bernard VII. d’Armagnac inne, nachdem er seine Tochter Bonne mit Karl von Orléans verheiratet hatte. Die Partei der Orléans wurde seitdem auch Armagnacs genannt. Die Armagnacs stritten mit dem Haus Burgund (Philipp der Kühne (1363–1404) und später Johann Ohnefurcht (1404–1419)) und dessen Anhängern, den Bourguignons, darum, wer die Regentschaft für den geisteskranken König Karl VI. übernehmen sollte. Auf der Seite Karls von Orléans stand hauptsächlich der Adel, auf der Seite Johanns standen eher die Städte und Zünfte. Diese Auseinandersetzung nahm zeitweise Züge eines Bürgerkriegs zwischen Armagnacs und Bourguignons an.
Nach der Ermordung Bernards VII. (1418) übernahm der fünfte Sohn von Karl VI. als Dauphin (nach 1422 Karl VII.) die Führung der Liga.

## Armagnaken als Söldnerbanden
Bernard VII. hatte im Süden Frankreichs Soldaten rekrutiert, die dem Bürgerkrieg eine bis dahin nicht gekannte Brutalität verliehen. Nach Ende des Krieges verbreiteten diese Söldner als sogenannte Armagnaken (im deutschen Sprachraum: Armegecken), nach ihrer weißen Armbinde Les Bandes genannt, Angst und Schrecken.
Im Alten Zürichkrieg wurden sie als „ein wilder Söldnerhaufen, bestehend aus Franzosen, Bretonen, Gascognern, Lombarden, Spaniern, Schotten und Engländern, zumeist berittenes Söldnervolk, 40.000 Köpfe, davon 20.000 kampffähiges Volk“ beschrieben.
1444 siegten sie in der Schlacht bei St. Jakob an der Birs (1444), erlitten jedoch durch den erbitterten Widerstand der Eidgenossen so schwere Verluste, dass ihr Anführer, der Thronfolger Ludwig XI., den Feldzug abbrach.